# 499 Venusia
499 Venusia eller 1902 KX är en asteroid upptäckt 24 december 1902 av den tyske astronomen Max Wolf i Heidelberg. Den tillhör asteroidgruppen Hilda. Asteroiden har fått sitt namn efter ön Ven i Öresund. Deltagarna vid astronomimötet i Lund besökte ön. M. Wolf gav enligt traditionen inom astronomivärlden bort upptäckterna. Lunds Universitet fick denna planet som gåva, då onamnad. Onsdagen den 7 september 1904 var Astronomiska kongressen på utfärd till ön Ven. Där hölls en ovanlig ceremoni där en ung dam fyllde ett glas med vatten ur Brahes brunn och med högtidlig förklaring döpte asteroiden till "Hvenusia" varefter hon krossade glaset med vatten mot en intilliggande mur.